# 莱谢里
莱谢里（法語：Les Chéris，法語發音：[le ʃeʁi]）是法国芒什省的一个旧市镇，属于阿夫朗什区。2016年，莱谢里与市镇迪塞合并为新市镇迪塞-莱谢里。

## 地理
莱谢里（48°38'1"N, 1°15'37"W）面积5.87 平方千米，位于法国诺曼底大区芒什省，该省份为法国西北部沿海省份，西、北、东北三面环大西洋，东起顺时针与卡爾瓦多斯省、奧恩省、马耶讷省和伊勒-维莱讷省接壤。
与莱谢里接壤的市镇（或旧市镇、城区）包括：勒梅尼勒奥泽讷、迪塞-莱谢里、伊西尼-勒比阿、马西伊、圣康坦叙勒奥姆。

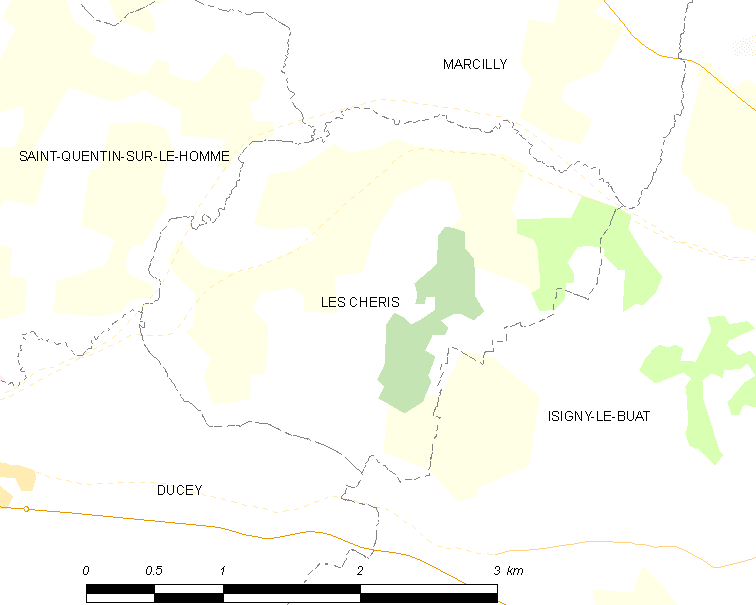
莱谢里的OSM定位图

莱谢里的时区为UTC+01:00、UTC+02:00（夏令时）。

## 行政
莱谢里的邮政编码为50220，INSEE市镇编码为50132。

## 政治
莱谢里所属的省级选区为蓬托尔松县。

## 人口

1962-2008年间莱谢里人口变化图示

莱谢里于2018年1月1日时的人口数量为255人。